# Макаров, Виктор Степанович
Виктор Степанович Макаров (26 октября 1923, Электрогорск — 28 января 1994, Смоленск) — полковник Советской Армии, участник Великой Отечественной войны, Герой Советского Союза (1945).

## Биография
Виктор Макаров родился 26 октября 1923 года в посёлке Электропередача (ныне — город Электрогорск Московской области) в рабочей семье. Окончил текстильный техникум в Серпухове. В августе 1941 года Макаров был призван на службу в Рабоче-крестьянскую Красную Армию. С сентября 1942 года — на фронтах Великой Отечественной войны. Принимал участие в боях на Закавказском, Северо-Кавказском, 1-м и 2-м Украинском фронтах. Был ранен 13 сентября 1942 года и 18 ноября 1943 года. В 1943 году он окончил курсы младших лейтенантов. В 1944 году он вступил в ВКП(б).

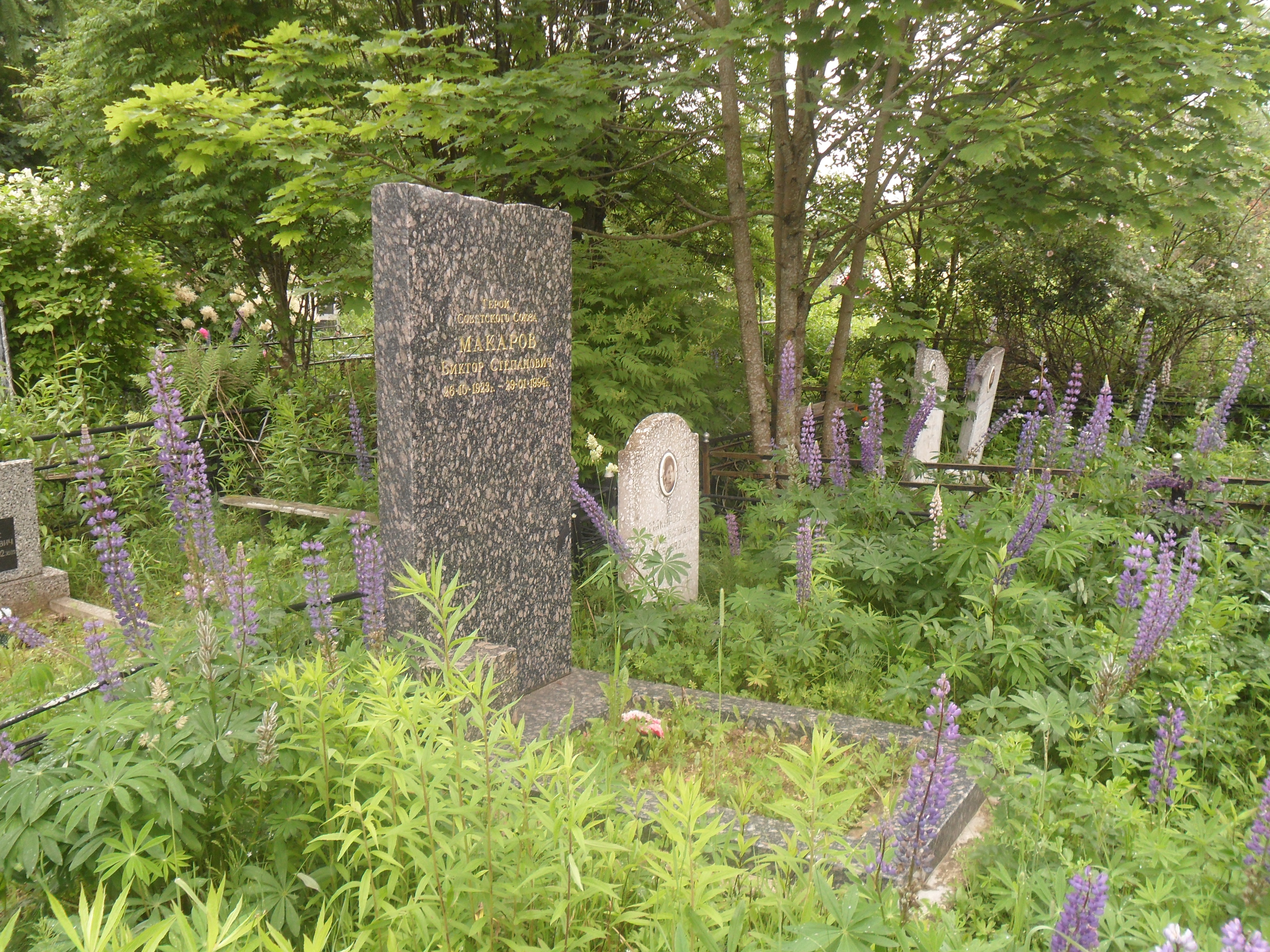
Могила Макарова на Новом кладбище Смоленска.

Первый раз отличился в ходе боёв за город Темрюк 26-29 сентября 1943 года и станицу Голубицкую 4 октября того же года. К тому времени младший лейтенант Виктор Макаров командовал взводом автоматчиков 1-го стрелкового батальона 1077-го стрелкового полка 316-й стрелковой дивизии. На подступах к Темрюку взвод Макарова, преодолев сильно укреплённый узел вражеской обороны, прорвался в траншеи противника. В бою Макаров уничтожил 7 вражеских солдат и офицеров. За отличие в этом бою Приказом по 316-й стрелковой дивизии от 27 октября 1943 года № 08/н Макаров был награждён орденом Красной Звезды.
К декабрю 1943 года Макаров уже командовал ротой. 26 декабря 1943 года в ходе боя за село Малая Рача Радомышльского района Житомирской области Украинской ССР Макаров, когда его рота приблизилась к вражеской обороне, поднял её в атаку и стремительным броском прорвал оборону и освободил село. В бою ротой были захвачены 2 исправные грузовые машины, 1 повозка с военным имуществом. В бою Макаров уничтожил 5 вражеских солдат и взял в плен унтер-офицера. Приказом по армии № 08/н от 31 января 1944 года Макаров был награждён орденом Отечественной войны 2-й степени.
К декабрю 1944 года старший лейтенант Виктор Макаров командовал ротой 1077-го стрелкового полка 316-й стрелковой дивизии 46-й армии 2-го Украинского фронта. Отличился во время освобождения Венгрии.
5 декабря 1944 года Макаров одним из первых в своём подразделения переправился через Дунай в районе населённого пункта Тёкёль к югу от Будапешта. Его рота ворвалась во вражеские траншеи, выбила из них противника и захватила плацдарм. Закрепившись, рота отразила 16 контратак вражеских пехотных и танковых подразделений. В бою ротой было уничтожено около 120 солдат и офицеров противника, а также 5 пулемётов. Действия Макарова способствовали успеху всего батальона.
Указом Президиума Верховного Совета СССР от 24 марта 1945 года старший лейтенант Виктор Макаров был удостоен высокого звания Героя Советского Союза с вручением ордена Ленина и медали «Золотая Звезда».
После окончания войны Макаров продолжил службу в Советской Армии. В 1949 году он окончил Военно-педагогический институт. Шесть лет работал в Саратовском училище, потом начальником штаба батальона на ст. Безречная Читинской области. В 1959 году по приказу командующего Забайкальским военным округом назначен на должность преподавателя кафедры спецподготовки Бурят-Монгольского зооветинститута.
С 1960 года проживал и служил в Смоленске. В 1970 году в звании полковника Макаров был уволен в запас. Работал первым заместителем курсов гражданской обороны Смоленской области. Умер 28 января 1994 года, похоронен на Новом кладбище Смоленска.
Был также награждён орденами Отечественной войны 1-й и 2-й степеней, Красной Звезды, а также рядом медалей.